# Стари Двор (Радече)
Стари Двор (словен. Stari Dvor) је насељено место у словеначкој општини Радече у покрајини Долењска која припада Посавској регији. До јануара 2014. припадало је Савињској регији.
Налази се на надморској висини 374 м, површине 0,66 км². Приликом пописа становништва 2011. године насеље је имало 84 становника. 